# Albert Broomé
Svante Sten Albert Broomé, född den 18 maj 1861 i Lund, död den 23 december 1933 i Malmö, var en svensk jurist och industriman.
Broomé avlade mogenhetsexamen vid Lunds högre allmänna läroverk 1880 och inskrevs samma år som student vid Lunds universitet. Där avlade han hovrättsexamen 1886 och blev därefter auskultant i Skånska hovrätten. Efter att ha varit biträde i diverse domsagor blev han 1888-1889 tillförordnad rådman i Ystad och hade parallellt olika kommunala uppdrag i denna stad. 1889 blev han vice häradshövding och verkade från påföljande år och fram till 1908 som advokat i Lund. Också i Lund engagerade sig Broomé i kommunalpolitiken och blev 1899 ledamot av stadsfullmäktige samt 1902 ledamot av drätselkammaren. Han hade också uppdrag i olika bolagsstyrelser, däribalnd Lunds sparbank. 1908 lämnade han advokatyrket för att fram till 1916 vara ombudsman hos Svenska Sockerfabriks AB. Han blev sedermera ledamot av styrelsen och verkställande direktör för samma bolag år 1917-1926.
Albert Broomé var son till professorn och rektorn vid Lunds universitet Gustaf Broomé och dennes hustru Albertina (Bertha) Browning. Han var svåger till Emilia Broomé.